# Jazzsångaren
Jazzsångaren (engelska: The Jazz Singer) är en amerikansk musikfilm från 1927 i regi av Alan Crosland. I huvudrollerna ses Al Jolson, May McAvoy och Warner Oland. Filmen hade biopremiär i New York City den 6 oktober 1927. Det var den första långfilmen som inte bara hade synkroniserad inspelad filmmusik, utan också läppsynkad sång och dialog i flera scener. Den bidrog till ljudfilmens genomslag och stumfilmserans nedgång. Al Jolson som var en mycket populär artist vid tiden sjunger sex sånger i filmen. Filmen är baserad på pjäsen The Jazz Singer av Samson Raphaelson, som i sin tur är baserad på dennes novell "The Day of Atonement". Darryl F. Zanuck vann en Heders-Oscar för att ha producerat filmen och Alfred A. Cohn nominerades till en Oscar för bästa manus efter förlaga vid den första Oscarsgalan. 

## Handling
Historien utspelar sig i USA och handlar om en ung man, son till en judisk immigrant och kantor, som vill gå en egen väg i musikvärlden. Han revolterar mot familjen och bestämmer sig för att satsa på jazzmusik istället för judisk musik. Det för med sig komplikationer på fler än bara en nivå. Al Jolson uppträder här, liksom han ofta gjorde på scen, i blackfacesminkning.

## Om filmen
Detta var den första kommersiellt framgångsrika långfilmen med delvis synkroniserade inslag av tal och musik. Filmens huvudroll spelas av Al Jolson och hans rollfigurs far spelas av den svenskfödde skådespelaren Warner Oland (Verner Ölund).

## Rollista i urval
- Al Jolson - Jakie Rabinowitz (Jack Robin)
- May McAvoy - Mary Dale
- Warner Oland - Kantor Rabinowitz
- Eugenie Besserer - Sara Rabinowitz
- Otto Lederer - Moisha Yudelson
- Richard Tucker - Harry Lee
- Yossele Rosenblatt - sig själv
- Bobby Gordon - Jakie Rabinowitz (13 år)

## Musiknummer i filmen
- "My Gal Sal", musik och text: Paul Dresser, Bobby Gordon dubbad av okänd sångare
- "Waiting for the Robert E. Lee", musik: Lewis F. Muir, text: L. Wolfe Gilbert, Bobby Gordon dubbad av okänd sångare
- "Kol Nidre", trad., Warner Oland dubbad av Joseph Diskay, sjungs även av Al Jolson
- "Dirty Hands, Dirty Face", musik: James V. Monaco, text: Edgar Leslie och Grant Clarke, sjungs av Al Jolson
- "Toot, Toot, Tootsie (Goo' Bye)", musik och text: Gus Kahn, Ernie Erdman och Dan Russo, sjungs av Al Jolson
- "Kaddish", trad., sjungs av kantor Yossele Rosenblatt
- "Give My Regards to Broadway", musik: George M. Cohan, instrumental
- "Blue Skies", musik och text: Irving Berlin, sjungs av Al Jolson
- "Mother of Mine, I Still Have You", musik: Louis Silvers, text: Grant Clarke, sjungs av Al Jolson
- "My Mammy", musik: Walter Donaldson, text: Sam M. Lewis och Joe Young, sjungs av Al Jolson

### Fotnoter
1. ↑  ”The Jazz Singer” (på engelska). American Film Institute. 6 oktober 1927. http://www.afi.com/members/catalog/DetailView.aspx?s=&Movie=1535. Läst 15 oktober 2016.